# Settala (cognome)
Settala è un cognome di lingua italiana.

## Varianti
Il cognome non presenta varianti.

## Origine e diffusione
Cognome tipicamente lombardo, è presente prevalentemente nel milanese.
Potrebbe derivare dal toponimo Settala, dal latino saeptum, "siepe".

## Persone
- Ludovico Settala (Milano, 1552-1633), medico italiano
- Manfredo Settala  (Milano ? – Riva San Vitale 1217), sacerdote italiano
- Manfredo Settala, (Milano, 1600 – Milano, 1680), collezionista italiano